# Slovensko avtocestno omrežje
Slovensko avtocestno omrežje (tudi avtocestni križ) obsega (v letu 2024) pet avtocest in pet hitrih cest, katerih skupna dolžina je avgusta 2022 znašala 625 km. Avtocestno omrežje upravlja in vzdržuje Družba za avtoceste v Republiki Sloveniji (DARS).
V Sloveniji veljajo omejitve hitrosti 130 km/h na avtocestah in 110 km/h na hitrih cestah.
Del slovenskega avtocestnega omrežja leži v smereh pomembnih X. in V. panevropskega prometnega koridorja. X. koridor poteka v smeri sever–jug preko Salzburga skozi predor Karavanke do Ljubljane–Zagreba–Beograda–Niša–Skopja do Soluna. V. koridor pa poteka v smeri vzhod–zahod, v Slovenijo pride iz Benetk–Trsta v Koper–Ljubljana–Maribor–Pince–Budimpešta–Užgorod–Lvov do Kijeva.
Prvih 30 kilometrov štiripasovne avtoceste v Sloveniji (in tudi v SFRJ) je predstavljal odsek Vrhnika–Postojna, ki je v uporabi od 29. decembra 1972.

## Avtoceste
| Avtocesta | Potek                                                                                                   | Dolžina  | Št. izvozov in razcepov |
| --------- | --- | -------- | ----------------------- |
|           | Šentilj (Avstrija)–Maribor–Celje–Ljubljana–Postojna–Koper (Srmin, H5)                                   | 245,3 km | 50                      |
|           | Karavanke (Avstrija)–Kranj–Ljubljana (Kozarje, A1)–Ljubljana (Malence, A1)–Novo mesto–Obrežje (Hrvaška) | 175,5 km | 34                      |
|           | Divača (Gabrk, A1)–Sežana–Fernetiči (Italija)                                                           | 12,3 km  | 2                       |
|           | Maribor (Slivnica, A1)–Ptuj–Gruškovje (Hrvaška)                                                         | 33,4 km  | 8                       |
|           | Maribor (Dragučova, A1)–Murska Sobota–Pince (Madžarska)                                                 | 79,6 km  | 13                      |

## Hitre ceste
| Hitra cesta | Potek                                            | Dolžina | Število izvozov in razcepov |
| ----------- | ------------------------------------------------ | ------- | --------------------------- |
|             | Ljubljana (Zadobrova, A1)–Ljubljana (Koseze, A2) | 10,2 km | 8                           |
|             | Razdrto (Nanos, A1)–Ajdovščina–Vrtojba (Italija) | 42,1 km | 5                           |
|             | Plavje (Italija)–Koper                           | 7,8 km  | 5                           |
|             | Koper (Škocjan, H5)–Izola                        | 5,2 km  | 3                           |
|             | Lendava (Dolga vas, A5)–Dolga vas (Madžarska)    | 3,5 km  | 1                           |

## Cestninjenje
Slovenija uporabo avtocest zaračunava s cestnino. Vozila z največjo dovoljeno maso do 3,5 tone cestnino plačujejo z nakupom vinjete, medtem ko vozila z nad 3,5 tonami največje dovoljene mase uporabljajo elektronsko cestninjenje. Posebej se na cestninski postaji plačuje cestnina za avtocestni predor Karavanke.
Prve slovenske avtoceste so uporabljale zaprt sistem cestninjenja s cestninskimi postajami na uvozih in izvozih ter s plačilom cestnine glede na prevoženo razdaljo. Na kasneje zgrajenih odsekih je bil uveden odprti sistem cestninjenja z enkratnim plačilom cestnine na čelnih cestninskih postajah. Leta 1995 je bil uveden sistem avtomatskega brezgotovinskega cestninjenja (ABC), ki je omogočal samodejno plačilo cestnine brez ustavitve.
Od 1. julija 2008 je za osebna vozila pričel veljati vinjetni sistem. Vozila nad 3,5 tonami so cestninske postaje naprej uporabljala do 1. aprila 2018, ko so začela uporabljati elektronsko cestninjenje. Od leta 2018 je potekalo rušenje cestninskih postaj (skupno jih je bilo 34), od tega jih je leta 2018 bilo odstranjenih 12, leto kasneje pa 21.

## Prihodnost
Trenutno najbolj pričakovana nova povezava je 3 razvojna os, ki bi poleg boljše naveze koroške in ljubljanske regije, omogočila lažji prehod severnih držav preko Slovenije v Hrvaško. Od 3 odsekov(1.Avstrija-Dravograd-Slovenj Gradec-Velenje-Žalec, 2.Celje-Novo mesto, 3. Novo mesto-Črnomelj-Hrvaška) je trenutno največ napredka na severnem delu.Napovedi pravijo, da bi naj bil končan do leta 2027, vendar se ta rok zamika. Kar se tiče ostalih odsekov: gradnja Novomeške obvoznice čaka na gradbeno dovoljenje, medtem ko osrednje del še nima niti fiksno določene trase zaradi hribovitega terena in pogajanj okoliških mest, ki bi imeli avtocesto bodisi čim bližje bodisi čim dlje.
Pojavile so se tudi špekulacije on načrtovanju avtocestne povezave med Postojno in Ilirsko Bistrico do mejnega prehoda Jelšane, kjer bi se povezala z Hrvaško avtocesto A7. Gradnja naj bi se začela po letu 2030, saj trenutno še ni fiksnega  prostorskega načrta(naj bi bil do 2027).
V pozni prihodnosti se obeta tudi nadgradnja ljubljanske obvoznice.
| Avtocesta/Hitra cesta | Potek trase                                                                                      | Dolžina | V izgradnji | Zgrajeno |
| --------------------- | ------------------------------------------------------------------------------------------------ | ------- | ----------- | -------- |
| A6                    | Postojna – Pivka – Ilirska Bistrica – Jelšane (Hrvaška meja)                                     | 37,x km | 0 km        | 0 km     |
| H8                    | Šentrupert – Velenje – Slovenj Gradec – Dravograd – Ravne na Koroškem – Holmec (Avstrijska meja) | 31,5 km | 2,3 km      | 0 km     |
| H9                    | Novo mesto (Mačkovec) – Poganci – Gradnik – Metlika (Hrvaška meja)                               | 28,4 km | 0 km        | 0 km     |
| H?                    | Gradnik – Semič – Črnomelj – Vinica (Hrvaška meja)                                               | 20,0 km | 0 km        | 0 km     |

1. ↑  Odsek Slovenj Gradec - Dravograd - Prevalje v fazi planiranja